# Smash the House
Smash the House es un sello discográfico fundado en 2010 por el dúo de DJs y productores belgas Dimitri Vegas & Like Mike. Es la casa de muchos artistas como Bassjackers, twoloud y Ummet Ozcan.
Smash the House fue distribuida por Spinnin' Records de 2011 a 2013. Desde 2014 hasta 2017, fue Armada Music quien se encargó de la distribución del sello.
"Smash the House", presentado como "el festival de EDM más grande de Curacao", nació en enero de 2014 y tiene lugar cada año en Netherlands.

## Artistas
- ANGEMI
- Atika Patum
- Bassjackers
- Basto
- Blasterjaxx
- Chuckie
- D'Angelo & Francis
- Dimitri Vegas & Like Mike
- Felguk
- Futuristic Polar Bears
- Jaxx & Vega
- Jordy Dazz
- KSHMR
- MATTN
- Nicky Romero
- Quintino
- Nervo
- Regi
- Sandro Silva
- Sidney Samson
- Thomas Newson
- twoloud
- Ummet Ozcan
- W&W
- Wolfpack
- Yves V